# Jean-Claude Viry
Jean-Claude Louis Viry (* 15. August 1943 in La Bresse; † 20. April 2011 in Gérardmer) war ein französischer Biathlet. Zwischen 1966 und 1976 gehörte er dem französischen Biathlon-Nationalkader an.
Jean-Claude Viry gab sein Debüt bei einer internationalen Meisterschaft bei den Biathlon-Weltmeisterschaften 1966 in Garmisch-Partenkirchen, wo er 35. des Einzels wurde. 1967 wurde er in Altenberg 36., bei den Olympischen Winterspielen 1968 in Grenoble 35. des Einzels. Zudem wurde er mit Daniel Claudon, Serge Legrand und Aimé Gruet-Masson als Schlussläufer der Staffel Zehnter. Es folgten die Biathlon-Weltmeisterschaften 1969 in Zakopane, wo Viry 28. des Einzels wurde, 1971 in Hämeenlinna 41. sowie 1973 in Lake Placid 30. Sein bestes Ergebnis erzielte Viry 1974 in Minsk, als er Zehnter des Einzels wurde und beim erstmals ausgetragenen Sprintrennen den 35. Platz belegte. 1975 wurde er in Antholz 45. des Einzels, 60. des Sprints und mit René Arpin, Marius Falquy und Aimé Gruet-Masson Staffel-Elfter. 1976 startete er in Innsbruck nochmals bei den Olympischen Winterspielen. Im Einzel lief Viry auf den 33. Platz, im Staffelrennen wurde er an der Seite von René Arpin, Yvon Mougel und Marius Falquy Siebter. Anschließend nahm er an den Weltmeisterschaften in Antholz teil, wo er beim noch nicht olympischen Sprint 27. wurde.